# Ottmar Hitzfeld
Ottmar Hitzfeld (Lörrach, Baden-Württemberg, 12. siječnja 1949.) njemački je bivši nogometaš i umirovljeni nogometni trener, s nadimkom der General ("general").
S ukupno 18 velikih naslova, većinski osvojenih s Grasshopperom, B. Dortmund i Bayern Münchenom, Hitzfeld je najuspješniji njemački trener, ali i jedan od najistaknutijih u povijesti nogometa. Dvaput je odabran za "Svjetskog trenera godine". Uz to, Ottmar Hitzfeld je uz Ernst Happela,  Joséa Mourinha i Carla Ancelottija, jedini trener koji je Kup/Ligu prvaka osvojio s dva različita kluba.

## Klupska karijera
Ottmar Hitzfeld je igrao nogomet kasnih 1960-ih u TuS Stettenu i FV Lörrachu, njemačkim niželigašima, dok ga nije primijetio veliki švicarski FC Basel, kojem se pridružio 1971. godine. S njim je 1973. i 1975. osvojio švicarsko prvenstvo, a u sljedećoj sezoni je postao najbolji strijelac lige. 1975. godine, osvojio je kup s Baselom.
Sačivao je status amatera, da bi mogao nastupiti na Olimpijskim igrama 1972. u Münchenu. Na Igrama je, između ostalih, igrao s Uli Hoeneßom, kasnije igračem Bayern Münchena i generalnim menadžerom, koji ga je 1990-ih zaposlio kao trenera kluba. Jedan od najzabilježenijih događaja na turniru, bio je prvi nogometni susret reprezentacija Istočne i Zapadne Njemačke. Zapadna Njemačka je poražena rezultatom 2:3, i nije uspjela doći do polufinala. Hitzfeld je zabio jedan od pet golova na toj utakmici.
1975. godine, 26-godišnji Hitzfeld je otišao u tadašnjeg drugoligaša VfB Stuttgarta. Nakon dvije godine, u kojim je postigao 33 gola u 55 ligraških utakmica - u jednoj utakmici je čak šest pogodaka potigao, što je i dalje rekord - momčad je prošla u prvu ligu (Bundesligu). U prvoj ligi, klub je završio na sjajnom čtvrtom mjestu. Hitzfeld je postigao pet pogodaka u 22 utakmica.
Nakon tri godine u Stuttgartu, Hitzfeld se vratio u svoj od tada drugi dom, Švicarsku. Tamo je igrao od 1978. do 1980. u FC Luganu i FC Luzernu, gdje je i 1983. godine završio svoju igračku krijeru, s 34 godine.

## Trenerska karijera

### Švicarska
Ottmar Hitzfeld je svoju prvu trenersku poziciju dobio u švicarskom FC Zugu, gdje je ostao godinu dana. 1984. otišao je u FC Aarau, kojeg je četiri godine trenirao. U njemu je osvojio svoj prvi trenerski naslov, švicarski kup 1988. Do tada, privukao je veliki švicarski klub Grasshopper iz Züricha. Od 1988. do 1991., osvojio je četiri trofeja s klubom, uključujući opet i švicarski kup. Sljedeće godine, osvojio je i prvenstvo i kup, a Grasshopper je napustio obranom naslova 1991. godine.

### Dortmund
1991. godine, Hitzfeld je dobio ponudu od Bundesligaša Borussije Dortmund, koji je te godine završio kao deseti. U prvoj godini u Dortmundu, on i pomoćnik Michael Henke, s kojim će surađivati sljedećih 13 godina, odveli su klub do drugog mjesta u ligi, i prošli u Kup UEFA. Sljedeće sezone, Borussia je dosegla finale Kupa UEFA, ali je u obadvije urtakmice izgubila od Juventus. 1995. godine, Hitzfeld je osvojio svoje prvo njemačko prvenstvo s Dortmundom, koji je zadnji trofej osvojio 1989. godine. Obranili su naslov 1995./96., no pravi trijumf je uslijedio sljedeće godine: 1997., Dortmund završio kao trećeplasirani u ligi, ali je dosegao finale UEFA Lige prvaka, s novim susretom protiv Juventusa. Ovog je puta Borussia pobijedila, rezultatom 3:1 na Olympiastadionu München protiv jake talijanske momčadi, između ostalih sa Zidaneom, Deschampsom, i Vierijem amongst others.
Za svoj uspjeh, Hitzfeld je nagrađen prvom nagradom "Svjetskog trenera godine", ali zbog neslaganja s klubom, otišao je iz Dortmunda, a nasljedio ga je Nevio Scala, koji je klub odveo do osvajanja Interkontinentalnog kupa.

### Bayern München
1998. godine, Ottmar Hitzfeld je dobio posao u najuspješnijem njemačkom nogometnom klubu, Bayernu iz Münchena. U prvoj godini u Bayernu, odveo je momčad do novog naslova prvaka u rekordnom vremenu. Međutim, momčad je izgubila u finalu DFB-Pokala od Werder Bremena na jedanaesterce. Najpoznatiji događaj u sezoni je bio njihov poraz u finalu UEFA Lige prvaka 1999. Finale je zapamćeno po dramatičnom preokretu Manchester Uniteda u sudačkoj nadoknadi. Bayern je cijelu utakmicu vodio 1:0, ali je Manchester postigao dva pogotka u sudačkoj nadoknadi, što je Bayern osudilo na nevjerojatan poraz.
Slljedeće sezone, Bayern je osvojio domaći kup i prvenstvo. Sljedeću su sezonu jedva osvojili. U zadnjem kolu, Hitzfeldova momčad je trebala pobjedu Unterhachinga protiv Leverkusena da bi osigurala naslov. Pobijedili su i u finalu kupa protiv Werdera, momčad koja je Bayern pobijedila u prošlom finalu. U Ligi prvaka, Bayern je zaustavljen u četvrtfinalu, izgubivši od kasnijeg pobjednika, Real Madrida.
Sezone 2000./01., Hitzfeld je odveo Bayern do trećeg uzastopnog osvajanja Bundeslige, ali i do osvajanja Lige prvaka, pobijedivši Manchester United i Real Madrida u na putu do finala. U finalu, klub iz Münchena je ovog puta pobijedio, i to na jedanaesterce protiv španjolske Valencije. Ovaj naslov je Hitzfelda učinio jedinim trenerom nakon Ernst Happela, koji je Ligu prvaka osvojio s dva različita kluba. Opet je osvojio nagradu "Svjetskog trenera godine", ali je ovog puta i dalje ostao u klubu, osvojivši Interkontinentalni kup. U finalu pobijedili su Bocu Juniors, golom Samuela Kuffoura u produžetcima, što je bio još jedan razlog za slavlje der generala i njegove momčadi.
U sezoni 2002./03., Bayern je opet dominirao njemačkim nogometom, osiguravši naslov četiri kola prije kraja. S 3:1 pobjedom protiv Kaiserslauterna, Hitzfeldova momčad je osvojila i kup. Kad je uslijedila sezona slabije igre i bez naslova, klub je otpustio 55-godišnjeg trenera.
Ottmar Hitzfeld je dobio ponudu za preuzimanje vodstva njemačke reprezentacije, ali ju je odbio zbog odmora. 1. veljače 2007., zbog otkaza Felixa Magatha, vrato se u Bayern München. Nade da će uspjeti odvesti Bayern do novog osvajanja Bundeslige, nisu se ostvarile. Bayern je zasjeo na četvrto mjesto, i nije se kvalificirao u UEFA Ligu prvaka, nakon više od desetljeća.
Multimilijunska vrijednost mnogih pojačanja prije nove sezone, pomogla su Hitzfeldu do nove dominnacije u Njemačkoj, osvojivši DFB-Ligapokal, DFB-Pokal, i Bundesligu 2007./08. Nakon raznovrsnih utakmica u Kupu UEFA 2007./08, izgubili su u četvrfinalu visokim rezultatom od 4:0 protiv kasnijih pobjednika Zenit Sankt Peterburga. Tijekom sezone, Hitzfeld je dobio otkaz, a nasljedio ga je Jürgen Klinsmann.

### Švicarska reprezentacija
Hitzfeld je postao izbornik Švicarske nogometne reprezentacije na ljeto 2008. godine na kojoj se zadržao sve do 2014. kada je otišao u mirovinu.